# 32518 Ktramesh
32518 Ktramesh este o planetă minoră (asteroid) din centura de asteroizi. A fost descoperită pe 19 iulie 2001 la Stația Anderson Mesa de Lowell Observatory Near-Earth-Object Search. 
Obiectul prezintă o orbită caracterizată de o semiaxă mare de 2,5807443 UAi, o excentricitate de 0,27, o înclinație de 4,85895 ° în raport cu ecliptica.